# 柳沢吉次
柳沢 吉次（やなぎさわ よしつぐ）は、江戸時代前期の旗本。柳沢安吉の次男。母は窪嶋孫兵衛の娘。通称は八大夫、のち八郎右衛門。妻は不詳。
男子がいなかったため死後、養子の信尹（山高信吉の次男）が家督を継いだ。

## 略歴
※日付は旧暦
- 慶安3年（1650年）9月3日 - 西丸小十人となる[1]
- 承応1年（1652年）12月18日 - 蔵米100俵月俸10口を得る
- 寛文1年（1661年）3月5日 - 小十人組頭となる
- 寛文1年（1661年）12月12日 - 加増され300俵となる。月俸は幕府に返上する
- 寛文3年（1663年）4月 - 将軍徳川家綱の日光社参に供奉する
- 寛文4年（1664年）1月28日 - 死去。月桂寺に葬られる。法名、昌巖